# Ján Kocian
Ján Kocian (ur. 13 marca 1958 w Zlatych Moravcach) – słowacki trener piłkarski i były piłkarz grający na pozycji środkowego obrońcy.

## Kariera klubowa
Pierwszym klubem w karierze Kociana był ZŤS Martin. W 1976 roku zadebiutował w jego barwach w 2. lidze czechosłowackiej i występował tam przez 2,5 roku, a zimą 1979 roku zmienił barwy klubowe i przeszedł do Dukli Bańska Bystrzyca. W Dukli przez lata był podstawowym zawodnikiem, grając m.in. na środku obrony z reprezentantem kraju, Ladislavem Jurkemikiem Jedynymi sukcesami w Dukli było zdobycie Pucharu Słowacji w 1981 roku oraz zajęcie 4. miejsca w pierwszej lidze czechosłowackiej w sezonie 1984/1985. Ogółem w barwach Dukli Kocian wystąpił 209 razy i zdobył 20 goli.
W 1988 roku Kocian przeszedł do niemieckiego FC St. Pauli, gdzie występował m.in. z kolegą z reprezentacji, Ivo Knoflíčkiem. W Bundeslidze zadebiutował 30 lipca 1988 w zremisowanym 0:0 meczu z VfL Bochum, a 2 tygodnie później strzelił swojego pierwszego gola w lidze w wygranym 2:0 meczu z Eintrachtem Frankfurt (2:0). W tamtym sezonie zajął z klubem z Hamburga 10. miejsce, a rok później 13. W 1991 roku spadł z FC St. Pauli do 2. Bundesligi, gdzie występował jeszcze przez kolejne 2 sezony, po czym w 1993 roku zakończył piłkarską karierę. Dla St. Pauli zagrał w 90 meczach i strzelił 5 goli.
| Sezon   | Klub                   | Kraj             | Rozgrywki    | Mecze | Bramki |
| ------- | ---------------------- | ---------------- | ------------ | ----- | ------ |
| 1976/77 | ZŤS Martin             | Czechosłowacja   | 2. liga ČSSR | ?     | ?      |
| 1977/78 | ZŤS Martin             | Czechosłowacja   | 2. liga ČSSR | ?     | ?      |
| 1978/79 | ZŤS Martin             | Czechosłowacja   | 2. liga ČSSR | ?     | ?      |
| 1978/79 | Dukla Bańska Bystrzyca | Czechosłowacja   | 1. liga ČSSR | 2     | 0      |
| 1979/80 | Dukla Bańska Bystrzyca | Czechosłowacja   | 1. liga ČSSR | 12    | 2      |
| 1980/81 | Dukla Bańska Bystrzyca | Czechosłowacja   | 1. liga ČSSR | 18    | 0      |
| 1981/82 | Dukla Bańska Bystrzyca | Czechosłowacja   | 1. liga ČSSR | 26    | 1      |
| 1982/83 | Dukla Bańska Bystrzyca | Czechosłowacja   | 1. liga ČSSR | 19    | 2      |
| 1983/84 | Dukla Bańska Bystrzyca | Czechosłowacja   | 1. liga ČSSR | 27    | 8      |
| 1984/85 | Dukla Bańska Bystrzyca | Czechosłowacja   | 1. liga ČSSR | 19    | 2      |
| 1985/86 | Dukla Bańska Bystrzyca | Czechosłowacja   | 1. liga ČSSR | 26    | 3      |
| 1986/87 | Dukla Bańska Bystrzyca | Czechosłowacja   | 1. liga ČSSR | 30    | 1      |
| 1987/88 | Dukla Bańska Bystrzyca | Czechosłowacja   | 1. liga ČSSR | 30    | 1      |
| 1988/89 | FC St. Pauli           | Niemcy Zachodnie | Bundesliga   | 28    | 2      |
| 1989/90 | FC St. Pauli           | Niemcy Zachodnie | Bundesliga   | 31    | 1      |
| 1990/91 | FC St. Pauli           | Niemcy           | Bundesliga   | 31    | 2      |
| 1991/92 | FC St. Pauli           | Niemcy           | Bundesliga   | 27    | 2      |
| 1992/93 | FC St. Pauli           | Niemcy           | Bundesliga   | 12    | 1      |

## Kariera reprezentacyjna
W reprezentacji Czechosłowacji Kocian zadebiutował w 1984 roku. W 1990 roku był kapitanem drużyny narodowej na Mistrzostwa Świata we Włoszech. Tam wystąpił w dwóch meczach grupowych: wygranych 5:1 z USA, 1:0 z Austrią, następnie w 1/8 finału z Kostaryką (4:1) oraz przegranym 0:1 ćwierćfinale z RFN. W 1990 roku za swoją postawę został nagrodzony wyróżnieniem dla Najlepszego Piłkarza Czechosłowacji. Reprezentacyjną karierę Kocian zakończył w 1992 roku. W kadrze zagrał w 26 meczach i nie zdobył gola.

## Kariera trenerska
Po zakończeniu kariery piłkarskiej Kocian został trenerem. W latach 1993–1995 był asystentem Jozefa Vengloša, selekcjonera nowo powstałej wówczas reprezentacji Słowacji. W 1996 roku został pierwszym trenerem Dukli Bańska Bystrzyca i zajął z nią 5. miejsce w pierwszej lidze słowackiej. W sezonie 1997/1998 prowadził czeską Petrę Drnovice, z którą zakończył sezon na 9. miejscu w tabeli, a w sezonie 1998/1999 – 1. FC Košice (4. miejsce w lidze). W latach 1999–2002 Kocian był asystentem Ewalda Lienena w 1. FC Köln, a w latach 2002–2004 Willi Reimanna w Eintrachcie Frankfurt. Następnie samodzielnie bez sukcesów prowadził drużyny z 2. Bundesligi, Rot-Weiss Erfurt i Sportfreunde Siegen. 3 listopada 2006 został selekcjonerem reprezentacji Słowacji zastępując na tym stanowisku Dušana Galisa. Pracował tam do 2008 roku, a od lata 2008 do 2009 roku był asystentem Karela Brücknera w reprezentacji Austrii.

### Ruch Chorzów
19 września 2013 podpisał 2-letni kontrakt z Ruchem Chorzów zastępując na tym stanowisku Jacka Zielińskiego, który to podał się do dymisji po sromotnej porażce jaką ponieśli chorzowianie w Białymstoku, gdzie miejscowa Jagiellonia 15 września 2013 roku rozbiła Ruch 6:0. Z drużyną z Chorzowa w sezonie 2013/14 Ján Kocian wywalczył III miejsce w Ekstraklasie premiowane występami w Lidze Europy UEFA, w której to doprowadził chorzowian do Rundy play-off, w której Ruch odpadł po dwumeczu (0:0, 0:1) z ukraińskim Metalistem Charków. Wcześniej w III rundzie kwalifikacyjnej do Ligi Europy UEFA pod wodzą Słowaka po pięknym dwumeczu (0:0, 2:2) chorzowianie wyeliminowali duński Esbjerg fB oraz w II rundzie kwalifikacyjnej FC Vaduz z Liechtensteinu. Niestety w rundzie jesiennej sezonu 2014/15 w Ekstraklasie drużyna zaczęła grać poniżej oczekiwań, czego ukoronowaniem było odpadniecie chorzowian w 1/16 Pucharu Polski z III-ligowcem Ostrovią 1909 Ostrów Wielkopolski (1:2). Po 11 kolejkach ligowych chorzowianie zajmowali zaledwie 14. miejsce w tabeli z dorobkiem 8 punktów. Legło to u podstaw wersji oficjalnej do zwolnienia Słowaka z funkcji trenera Ruchu, z którym to pożegnał się 6 października 2014. 7 października 2014 trenerem chorzowian został bezrobotny od roku, dawny selekcjoner reprezentacji polski Waldemar Fornalik.
Warto także wspomnieć, że Ján Kocian miał niewielki wpływ na transfery Ruchu podczas letniej przerwy a zdaniem wielu komentatorów sportowych wyciągał maksimum z piłkarzy jakimi dysponowała chorzowska drużyna w tamtym okresie. Łącznie Drużynę Niebieskich Kocian poprowadził w 41. meczach Ekstraklasy. Jego bilans to 16 zwycięstw, 13 remisów i 12 porażek.

### Pogoń Szczecin
22 października Kocian został trenerem Pogoni Szczecin zastępując na stanowisku Dariusza Wdowczyka. Po nieudanym początku rundy wiosennej Kocian został zwolniony ze stanowiska 8 kwietnia 2015 roku. Jego bilans w Pogoni to 4 zwycięstwa, 4 remisy i 6 porażek.

### Podbeskidzie Bielsko-Biała
11 października 2016 roku został nowym szkoleniowcem pierwszoligowego Podbeskidzia Bielsko-Biała, zastępując zwolnionego kilka dni wcześniej Dariusza Dźwigałę.